# Brett Aitken
Pour les articles homonymes, voir Aitken.
Brett Aitken (né le 25 janvier 1971 à Adélaïde) est un coureur cycliste australien.

## Biographie
Spécialiste de la poursuite par équipes, il a été champion du monde de cette discipline en 1993 avec Stuart O'Grady, Billy Shearsby et Tim O'Shannessey, et médaillé d'argent puis de bronze lors des Jeux olympiques de 1992 et de 1996. Aux Jeux de 2000 à Sydney, il est devenu champion olympique de l'américaine avec Scott McGrory.

## Palmarès sur piste

### Jeux olympiques
- Barcelone 1992
  -  Médaillé d'argent de la poursuite par équipes
- Atlanta 1996
  -  Médaillé de bronze de la  poursuite par équipes
- Sydney 2000
  -  Champion olympique de l'américaine (avec Scott McGrory)

### Championnats du monde professionnels
- Hamar 1993
  -  Champion du monde de poursuite par équipes (avec Stuart O'Grady, Billy Shearsby et Tim O'Shannessey)
- Palerme 1994
  -  Médaillé de bronze de la poursuite par équipes

### Championnats du monde amateurs
- Maebashi 1990
  -  Médaillé de bronze de la poursuite par équipes
- Stuttgart 1991
  -  Médaillé de bronze de la poursuite par équipes

### Coupe du monde
- 1995
  - 1er de la course au points à Tokyo
  - 2e de la poursuite par équipes à Adelaïde
- 1997
  - 2e de l'américaine à Trexlertown
  - 2e de l'américaine à Adelaïde

### Championnats du monde juniors
- 1989
  -  Médaillé de bronze de la course aux points
  -  Médaillé d'argent de la poursuite par équipes

### Jeux du Commonwealth
- 1990
  -  Médaillé d'argent de la poursuite par équipes

### Championnats d'Australie
- 1994
  -  Champion d'Australie de l'américaine (avec Stuart O'Grady)
- 1996
  -  Champion d'Australie de l'américaine (avec Dean Woods)
- 1997
  -  Champion d'Australie de l'américaine (avec Stephen Pate)
- 2001
  - 3e de l'américaine
- 2002
  - 2e de l'américaine

## Palmarès sur route
| - 1997 - Tour de Somerville - 1998 - Geelong Bay Classic Series : - Classement général - 1re et 3e étapes - 8e étape du Tour de Tasmanie - Tour des Grampians - 2000 - Champion d'Australie du critérium - Geelong Bay Classic Series : - Classement général - 1re et 2e étapes - 2001 - Colac Otway Classic - 2002 - 2e et 4e étapes du Tour de Tasmanie - 2e étape des Geelong Bay Classic Series - 3e des Geelong Bay Classic Series | - 2003 - National Road Series - 1re, 4e et 6e étapes du Tour of Sunraysia - 5e étape du Tour du Queensland - 3e étape des Geelong Bay Classic Series - Great Grampians Little Dessert Classic - 2e des Geelong Bay Classic Series - 3e du Tour de Corée - 3e du Tour of Sunraysia - 2006 - 2eb étape du Top End Tour - John Venturi Memorial - 1re, 3e et 8e étapes du Tour of the Murray River - 2007 - 1re étape du Tour of the Murray River - 8e étape du Tour de Tasmanie - 2009 - 5e étape de la Bay Cycling Classic |  |

## Distinctions
- Sir Hubert Opperman Trophy - cycliste australien de l'année en 2000, avec Scott McGrory[1]
- Cycliste sur piste australien de l'année en 2000, avec Scott McGrory[2]
- Temple de la renommée du cyclisme en Australie